# Esboz-Brest
Esboz-Brest ist eine Gemeinde im französischen Département Haute-Saône in der Region Bourgogne-Franche-Comté.

## Geographie
Esboz-Brest liegt auf einer Höhe von 313 m über dem Meeresspiegel, fünf Kilometer östlich von Luxeuil-les-Bains und etwa 30 Kilometer nordöstlich der Stadt Vesoul (Luftlinie). Das Dorf erstreckt sich im nordöstlichen Teil des Departements, am östlichen Rand der Ebene von Luxeuil, am Ruisseau du Vay de Brest, westlich des Plateau des Mille Étangs.
Die Fläche des 9,69 km² großen Gemeindegebiets umfasst einen Abschnitt der Ebene von Luxeuil. Der Hauptteil des Gebietes wird von dieser Alluvialebene eingenommen, die durchschnittlich auf 300 m liegt. Sie wird durch den Ruisseau du Vay de Brest und dessen Quellbäche nach Westen zur Lanterne entwässert. Landwirtschaftliche Nutzung herrscht in dieser Ebene vor, doch gibt es auch große Waldflächen, darunter den Bois de Laleau im Westen sowie den Vay de Brest und den Corne Buisson im Süden. Es gibt hier zahlreiche Weiher, von denen die meisten aufgestaut wurden (teilweise von Mönchen bereits im 11. Jahrhundert) und zur Fischzucht dienen. Gegen Osten steigt das Gelände leicht an zum Plateau des Mille Étangs. Die nördliche Abgrenzung verläuft teils am Fuß, teils am Hang der Höhe des Grand Bois. Mit 375 m wird hier die höchste Erhebung von Esboz-Brest erreicht.
Die Gemeinde besteht aus folgenden Siedlungen:
- Esboz (313 m) am Westrand des Plateau des Mille Étangs
- Brest (285 m) in der Niederung des Ruisseau du Vay de Brest
- Les Fouillies de Brest (300 m) in einer Lichtung am Nordrand des Waldes Vay de Brest
- Les Rois (315 m) am Westrand des Plateau des Mille Étangs
- Le Haut-d'Esboz (345 m) am Südfuß der Höhe des Grand Bois

Nachbargemeinden von Esboz-Brest sind Breuchotte im Norden, La Bruyère im Osten, Magnivray, Citers, Ailloncourt und La Chapelle-lès-Luxeuil im Süden sowie Saint-Sauveur und Froideconche im Westen.

## Geschichte
Im Mittelalter gehörten Esboz und Brest zur Freigrafschaft Burgund und darin zum Gebiet des Bailliage d’Amont. Die lokale Herrschaft hatten die Äbte des Klosters Luxeuil inne; die weltliche Herrschaft oblag der Familie Courbessaint und später den Macon d'Esboz. Zusammen mit der Franche-Comté gelangten beide Ortschaften mit dem Frieden von Nimwegen 1678 definitiv an Frankreich. Seit der Zeit der Französischen Revolution bildeten Esboz und Brest eine Doppelgemeinde. Heute ist Esboz-Brest Mitglied des 13 Ortschaften umfassenden Gemeindeverbandes Communauté de communes du Pays de Luxeuil.

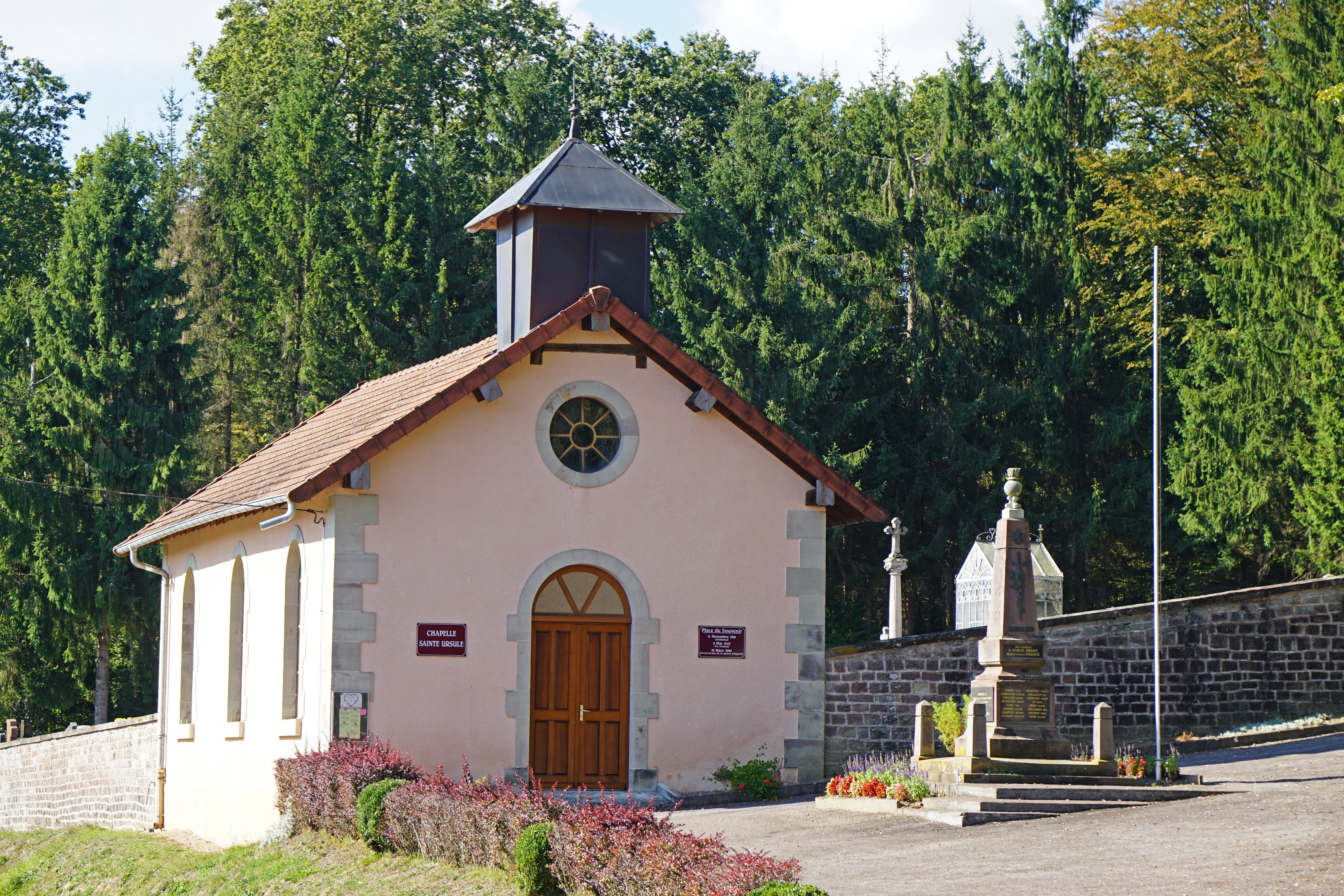
Kapelle St. Ursula

## Sehenswürdigkeiten
Die Kapelle St. Ursula nebst Friedhof am nordwestlichen Ortseingang stammt aus dem 19. Jahrhundert. Das Lavoir aus der Zeit um 1900 wurde 1954 restauriert. Es diente früher als Brunnen, Waschhaus und Viehtränke.

## Bevölkerung
| Jahr                       | 1962 | 1968 | 1975 | 1982 | 1990 | 1999 | 2006 | 2017 |
| Einwohner                  | 301  | 277  | 252  | 301  | 388  | 378  | 467  | 428  |
| Quellen: Cassini und INSEE |      |      |      |      |      |      |      |      |

Mit 448 Einwohnern (1. Januar 2022) gehört Esboz-Brest zu den kleineren Gemeinden des Départements Haute-Saône. Nachdem die Einwohnerzahl in der ersten Hälfte des 20. Jahrhunderts deutlich abgenommen hatte (1886 wurden noch 617 Personen gezählt), wurde seit Mitte der 1970er Jahre wieder ein kontinuierliches Bevölkerungswachstum verzeichnet.

## Wirtschaft und Infrastruktur
Esboz-Brest war bis weit ins 20. Jahrhundert hinein ein vorwiegend durch die Landwirtschaft (Ackerbau, Obstbau und Viehzucht), die Forstwirtschaft und die Fischzucht geprägtes Dorf. Heute gibt es einige Betriebe des lokalen Kleingewerbes. In den letzten Jahrzehnten hat sich das Dorf zu einer Wohngemeinde gewandelt. Viele Erwerbstätige sind deshalb Wegpendler, die in den größeren Ortschaften der Umgebung ihrer Arbeit nachgehen.
Die Ortschaft liegt abseits der größeren Durchgangsachsen an einer Departementsstraße, die von Saint-Sauveur nach Lantenot führt. Weitere Straßenverbindungen bestehen mit Froideconche, Breuchotte und La Corbière.